# Borsa de Brussel·les

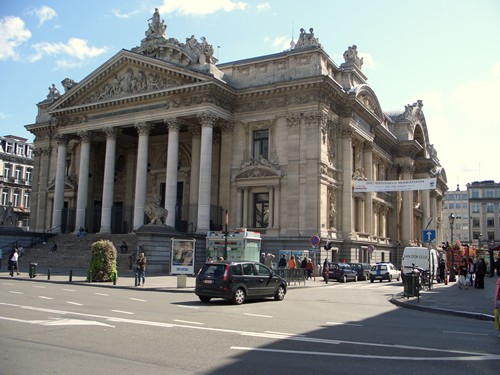
La Borsa

La Borsa de Brussel·les és un edifici erigit a Brussel·les al passeig Anspach entre 1868 i 1873 segons el disseny de l'arquitecte Léon-Pierre Suys.
Aquest edifici imponent respon a la necessitat en aquell temps de crear un centre on tractar els assumptes comercials, llavors en plena expansió. Aquest monument que ajunta grandària i fantasia ocupa l'emplaçament de l'antic mercat de la mantega, ell mateix implantat sobre les restes de l'antic convent dels Récollets. L'edifici eclèctic barreja els estils neorenaixement i Segon imperi en una barreja d'ornamentació i d'escultura degudes a artistes famosos, entre els quals Auguste Rodin.